# Zinder (stad)

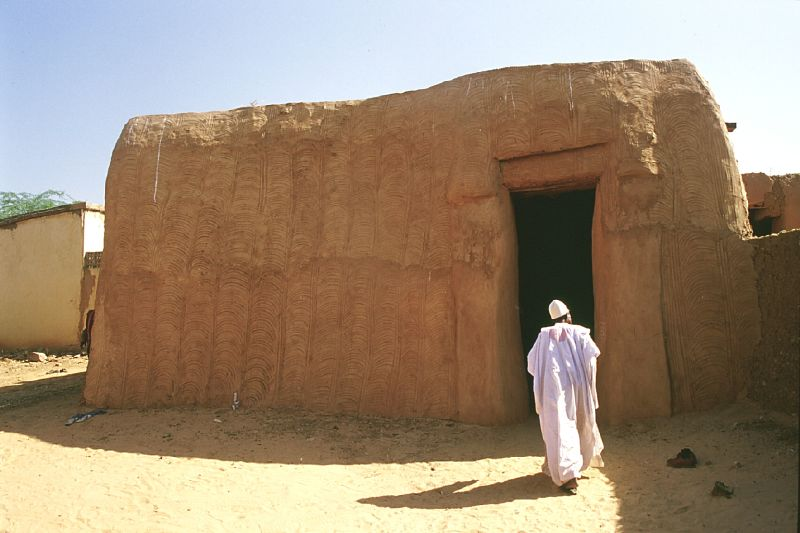
Traditionell lerstensarkitektur i Zinder.

Zinder, lokalt även Damagaram, är en stad i Niger, landets näst största stad som hade en befolkning på 170 574 år 2001. Zinder är huvudstad i regionen med samma namn, och ligger omkring 90 mil öster om huvudstaden Niamey och 25 mil norr om staden Kano.